# Крајпуташ
Крајпуташ, споменик ван гробља. Обичај подизања оваквих споменика - обиљежја над „празним гробом“, распрострањен је у цијелој Србији (нарочито у западном и источном дијелу), затим у Босни, Херцеговини и Црној Гори. Поставља се најчешће поред путева и на њиховим раскрсницама против заборава покојника.

## Изглед споменика
Крајпуташ је најчешће монолитан камен, облика квадра, висине од једног до једног и по метра. На њему су редовно исклесани поетично јуначки, а истовремено гротескни ликови, са скривеним осмјехом на лицу, обојени живим бојама, међу којима преовлађује интензивно плава. Ови споменици су посебне вриједности и посебне естетике. То су ликови војника, сељака, бунтовника, путника. На споменику је редовно уклесан епитаф, најчешће духовито срочен, који говори о покојнику за кога је обиљежје подигнуто. Зато што су готово редовно постављени поред путева, ова спомен обиљежја, се и називају крајпуташи. Од 19. вијека овај споменик је најчешће обиљежје погинулом ратнику и помен за покојником коме се не зна гроб. Вишеструко обавезују на чување. Обавезују у незаборав мртвима, због митске симболике и свјетске ријеткости, и ради љепоте којом не престају.

## Историја крајпуташа
И стари Словени су подизали спомен-могиле у којима нису били сахрањени покојници. Подизање споменика покојнику на мјесту гдје није схрањено његово тијело, било је познато и у средњем вијеку, а како изгледа, овај обичај се посебно развио и очувао у Србији у 19. вијеку, посље устанка против Турака, а јача посље Првог свјетског рата. 
Крајпуташи нису искључиво словенска и српска творевина. Дрвене фигуре, настрешене сламом, као прототип наших крајпуташа, срећемо као обиљежја погинулим ратницима јужноетиопског племена Гала. О старини крајпуташа сведочи и њихова веза са античким култовима предака, ватре, смрти, што је видљиво из спреге дела Бранка В. Радичевића и Фистела де Куланжа.

## Крајпуташ са најопширнијим епитафом
Најопширнији епитаф на једном крајпуташу уклесан је Петру Јоксимовићу  са планине Јелице из мјеста Горачићи. Устанику и учеснику оба српска устанка против Турака. Његову храброст памти велики број турског оружја, које је заробио у обрачунима "прса у прса", као и његова пушка и топуз, изложени у сталној поставци Народног музеја у Чачку. Епитаф на крајпуташу:
| „ | „ Овде почива раб божи Петар Јоксимовић, житељ села Горачића, који је ратовао са Карађорђем у првом устанку 1804.г. и у свим ратовима учествовао све до 1813.г. када је Србија од Турака пропала, а он је из шанца на Делиграду искочијо и кроз турски ланац пробијо те се опет спасијо па је 1815.г. са Милошем Обреновићем и осталим војводама на Чачку Турке надбили и узпут терајући млого Турака до Белице потукао и доста оружја од Турака заробијо, кoје и данас стоји. | ” |

## Антрополошко тумачење
Блиска родбина покојника подиже овакав споменик, у ствари симболички гроб, ономе ко страда или умре далеко од своје куће, па му се често и не зна прави гроб. Такође је већи број споменика подигнут на мјесту гдје је неко страдао, умро насилном смрћу, јер се вјерује да мртвац треба да буде сахрањен на мјесту гдје је погинуо. Ово се чини из вјеровања да се погинули не привиђа пролазницима на мјесту страдања, у ствари да душа покојника не лута зато што није сахрањена.
„Како се крајпуташи редовно подижу онима који су погинули и чији остаци често нису ни нађени, вероватно да првобитни разлог за подизање надгробних споменика изван гробља треба тражити у веровањима о покојницима који су умрли насилном смрћу. В. Шмит наглашава да у примарним културама (по његовој подели) постоји особит страх од душа оних који су умрли неприродном или насилном смрћу, као што су самоубице, утопљеници, погинули од грома, они које су звери растргле, као и жене које су умрле приликом порођаја.“

## Галерија
- Крајпуташи на гробљу у Радошеву код Ариља
- Крајпуташи у Сечој Реци код Косјерића
- Крајпуташ Ђурђу Павловом Димитријевићу, 1913. Лопаш, Драгачево
- Четири споменика, Јошаница, Косово и Метохија
- Споменик на обали Дрине
- Крајпуташ Тодору Стаменићу, двориште Конак кнеза Милоша у Топчидеру